# Dálnice 16 (Izrael)
Dálnice 16 (hebrejsky 16 כביש‎, Kviš 16, oficiálně též třída Ariela Šarona שדרות אריאל שרון‎, sderot Ari'el Šaron, podle politika Ariela Šarona) je komunikace dálničního typu, zprovozněná roku 2022 v Jeruzalémě, v Izraeli, jež slouží jako nový vjezd do města od západu.

## Trasa dálnice
Prochází od severozápadu k jihovýchodu skrz západní část města Jeruzalém. Odbočuje z dálnice číslo 1 mezi vesnicí Moca Ilit a městem Mevaseret Cijon. Po dlouhé estakádě překonává údolí potoka Sorek a mezi vesnicí Bejt Zajit a jeruzalémskou čtvrtí Moca vstupuje do tunelu, vedoucího pod čtvrtí Har Nof. Následuje křižovatka v hlubokém údolí Nachal Revida, kde se odpojují místní komunikace. Dálnice pak vstupuje do dalšího tunelu, vedoucího pod čtvrtěmi Ramat Bejt ha-Kerem a Bajit va-Gan. Pak v hlubokém zářezu vystupuje na povrch a u čtvrti Giv'at Mordechaj ústí do severojižního průtahu městem (dálnice 50).

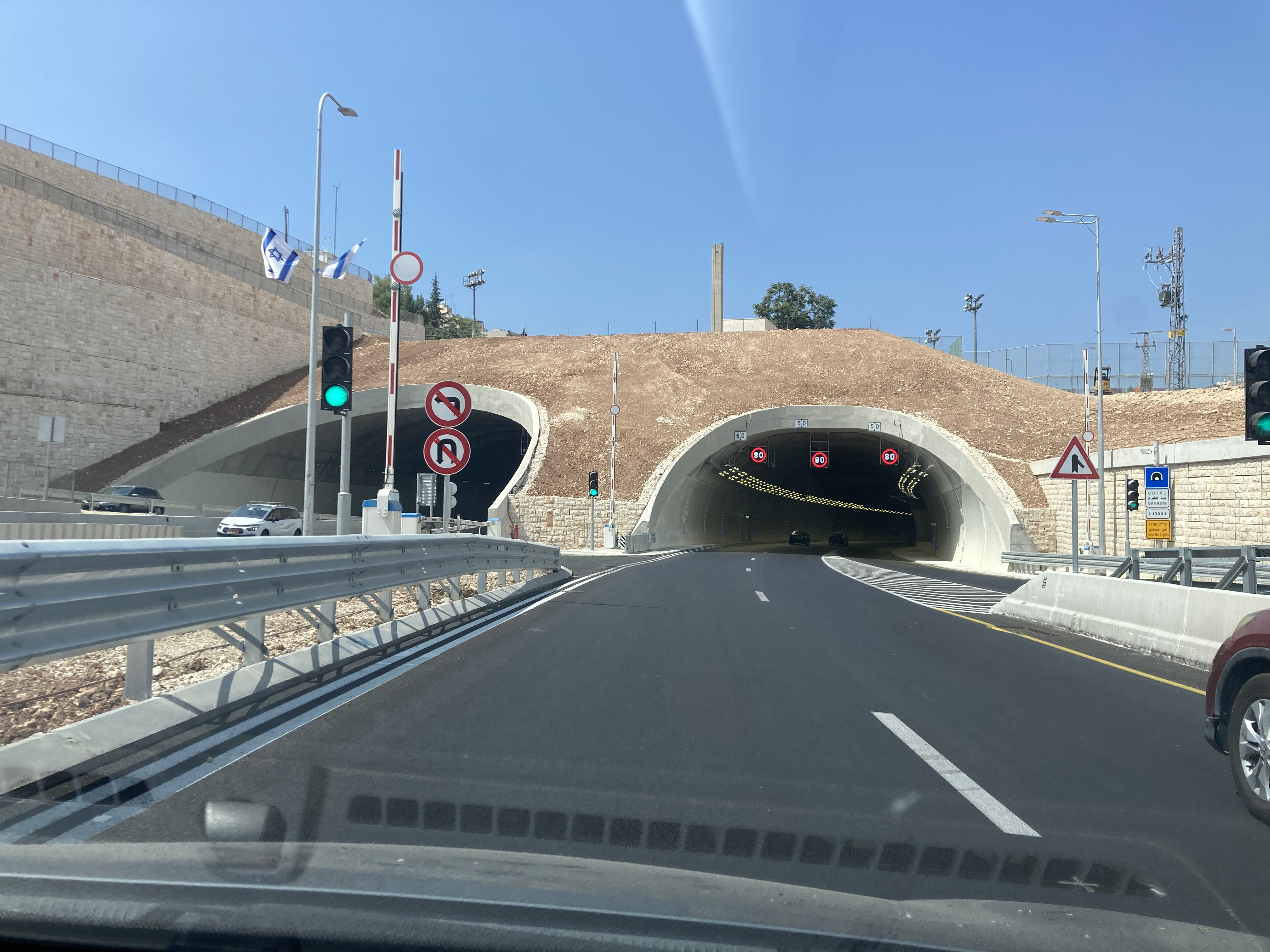
Východní portál tunelu Jefe Nof na dálnici 16 v Jeruzalémě, krátce po jejím zprovoznění.

Součástí stavby jsou čtyři tunely, sedm mostů, dále 50 000 akrů parkových a krajinářských úprav, včetně chodníků, cyklostezek a piknikových míst.

## Historie
Hlavní motivací pro výstavbu byla neuspokojivá dopravní situace na spojnici mezi Jeruzalémem a izraelskou pobřežní nížinou. Hlavní spojnicí jsou dálnice číslo 1 a Silnice 443, ze kterých pak doprava do západní části Jeruzaléma vstupovala od severu, prostřednictvím dálnice 50, zprovozněné na přelomu 20. a 21. století. Toto řešení vytvářelo na vjezdu a výjezdu časté dopravní zácpy. Nová dálnice 16 nabízí alternativní spojení, kdy z dálnice 1 odbočuje v nové trase a do centrálních částí západního Jeruzaléma míří od severozápadu.
Po delší době příprav začala její výstavba v listopadu 2019. V rámci modelu PPP zadala vláda výstavbu stavebním společnostem Šapir a Pizzarotti, které měly po vybudování stavby po dobu 25 let zajistit její údržbu. Náklady se odhadovaly na 1 miliardu šekelů. Dokončení se plánovalo koncem roku 2022 nebo v roce 2023. Stavební práce nakonec urychlila pandemie covidu-19, kdy kvůli omezení provozu probíhalo budování dálnice v zrychleném tempu. Slavnostně byla otevřena 31. srpna 2022.